# Drum bun

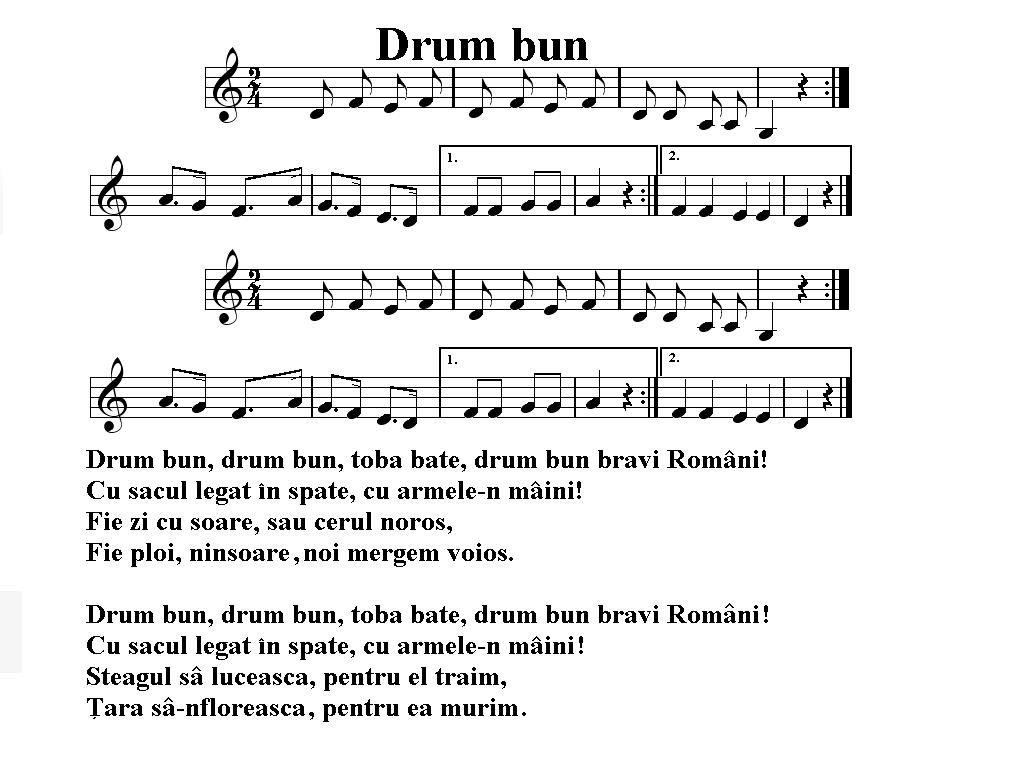
Partitura marșului.

Drum bun  este un marș (cântec militar) românesc compus de Ștefan Nosievici (1833-1869) pe versurile lui Vasile Alecsandri. O altă sursă îl indică drept autor al muzicii pe Alexandru Flechtenmacher.

## Versuri
Drum bun, drum bun, toba bate, drum bun, bravi români, ura!

Cu sacul legat în spate, cu armele-n mâini, ura!

Fie zi cu soare fie, sau cerul noros,

Fie ploi, ninsoare fie, noi mergem voios, drum bun.

 

Drum bun, drum bun, toba bate, drum bun, bravi români, ura!

Cu sacul legat în spate, cu armele-n mâini, ura!

Steagul să lucească steagul, pentru el trăim,

Țara să-nflorească țara, pentru ea murim, drum bun.

 

Drum bun, drum bun, toba bate, drum bun, bravi români, ura!

Cu sacul legat în spate, cu armele-n mâini, ura!

Fie zi cu soare fie, sau cerul noros,

Fie ploi, ninsoare fie, noi mergem voios, drum bun.

Noi mergem voios, drum bun.

Drum bun, drum bun, toba bate, drum bun, bravi români, ura!

Cu sacul legat în spate, cu armele-n mâini, ura!

Fie zi cu soare fie, sau cerul noros,

Fie ploi, ninsoare fie, noi mergem voios, drum bun.

Noi mergem voios, drum bun.

Drum bun, drum bun, toba bate, drum bun, bravi români, ura!

Cu sacul legat în spate, cu armele-n mâini, ura!

Steagul să lucească steagul, pentru el trăim,

Țara să-nflorească țara, pentru ea murim, drum bun.

Drum bun, drum bun, toba bate, drum bun, bravi români, ura!

Cu sacul legat în spate, cu armele-n mâini, ura!

Fie zi cu soare fie, sau cerul noros,

Fie ploi, ninsoare fie, noi mergem voios, drum bun.

Noi mergem voios, drum bun.
Varianta care cuprinde versurile lui Vasile Alecsandri
Drum bun, drum bun, toba bate, drum bun, bravi români, ura!

Cu sacul legat în spate, cu armele-n mâini, ura!

Fie zi cu soare fie, sau cerul noros,

Fie ploi, ninsoare fie, noi mergem voios, drum bun.

Drum bun, drum bun, toba bate, drum bun, bravi români, ura!

Cu sacul legat în spate, cu armele-n mâini, ura!

Steagul să lucească steagul, pentru el trăim,

Țara să-nflorească țara, pentru ea murim, drum bun.

Drum bun, drum bun, toba bate, drum bun, bravi români, ura!

Cu sacul legat în spate, cu armele-n mâini, ura!

Fie la parade, fie la război, 

Toți într-o grămadă, veseli mergem noi, drum bun.

Drum bun, drum bun, toba bate, drum bun, bravi români, ura!

Cu sacul legat în spate, cu armele-n mâini, ura!

Hai cu Domnul sfântul, haideți peste Prut, 

Să păzim pământul, care l-am avut, drum bun.

Drum bun, drum bun, toba bate, drum bun, bravi români, ura!

Cu sacul legat în spate, cu armele-n mâini, ura!

Pentru România, oricare ostaș, 

De-acum va să fie, Lui Traian urmaș, drum bun.

Drum bun, drum bun, toba bate, drum bun, bravi români, ura!

Cu sacul legat în spate, cu armele-n mâini, ura!

Astfel e pe lume, românașul meu, 

Falnic cu-al său nume și brav ca un leu, drum bun.